# Canton de Vouziers
Le canton de Vouziers est une circonscription électorale française située dans le département des Ardennes et la région Grand Est.
À la suite du redécoupage cantonal de 2014, les limites territoriales du canton sont remaniées. Le nombre de communes du canton passe de 15 à 54.

## Géographie
Ce canton est organisé autour de Vouziers dans l'arrondissement de Sedan et l'arrondissement de Vouziers. Son altitude moyenne est de 124 m.

## Représentation

### Conseillers généraux de 1833 à 2015
| Période | Période                 | Identité                                             | Étiquette         | Qualité |
| ------- | ----------------------- | ---------------------------------------------------- | ----------------- | --- |
| 1833    | 1841 (décès)            | Charles Alexis Fulgence Golzart-Marchoux (1791-1841) |                   | Receveur de l'enregistrement des domaines à Philippeville puis Conservateur des hypothèques et propriétaire à Vouziers                                 |
| 1841    | 1850 (décès)            | Jean-Baptiste Antoine Déa                            |                   | Notaire à Vouziers |
| 1850    | 1852                    | Jean Georges-Blondelet                               |                   | Négociant à Vouziers |
| 1852    | 1871                    | Étienne de Ladoucette                                | Monarchiste       | Exploitant agricole à Viels-Maisons Député de Meurthe-et-Moselle (1876-1881) Député des Ardennes (1881-1885 et 1889-1893) Président du Conseil Général |
| 1871    | 1880 (démission)        | Antoine Chanzy                                       | Centre gauche     | Général, propriétaire à Paris Président du Conseil Général Sénateur (1875-1883) Député (1871-1875) Ambassadeur à Saint-Pétersbourg                     |
| 1880    | 1881 (démission)        | Charles Louis Henri Germont (1856-?)                 |                   | Nommé conseiller de Préfecture en Haute-Savoie |
| 1881    | 1902 (décès)            | Ernest Couët (1836-1902)                             | Rad               | Notaire à Vouziers, conseiller d'arrondissement Président du Conseil général des Ardennes de 1898 à 1901                                               |
| 1902    | 1908 (décès)            | Désiré Guelliot (1838-1908)                          |                   | Pharmacien, maire de Vouziers (1902-1908) |
| 1908    | 1925                    | Maurice Bosquette                                    | Rad puis Rad.ind. | Journaliste, conseiller d'arrondissement Maire de Vouziers Député (1912-1928)                                                                          |
| 1925    | 1940                    | Henri Rouyer (1873-1950)                             | Rad               | Agriculteur, maire de Blaise (1901-1914 et 1922-1950)                                                                                                  |
|         |                         |                                                      |                   | |
| 1945    | 1949                    | René Thiry (1893-1975)                               | SFIO              | Directeur de l'école Abel Dodeman à Vouziers |
| 1949    | 1955                    | Maurice Fricoteau (1906-1961)                        | RPF puis DVD      | Propriétaire à Grivy-Loisy |
| 1955    | 1972 (décès)            | Georges Denis (1894-1972)                            | PCF               | Médecin, ancien résistant FFI, adjoint au Maire de Vouziers                                                                                            |
| 1972    | 1998                    | René Marquet (1914-2008, gendre du précédent)        | DVG puis app.RPR  | Vétérinaire Maire de Vouziers (1975-1977) |
| 1998    | 14 février 2011 (décès) | Clément Servais (1937-2011)                          | RPR puis UMP      | Ancien chef d'entreprise, conseiller municipal de Vouziers Vice-Président du Conseil Général                                                           |
| 2011    | 2015                    | Claude Ancelme                                       | PS                | Retraité Maire de Vouziers (2001-2014) |

### Conseillers d'arrondissement
Le canton de Vouziers avait deux conseillers d'arrondissement.
| Période | Période          | Identité                                                   | Étiquette | Qualité |
| ------- | ---------------- | ---------------------------------------------------------- | --------- | --- |
| 1833    | 1841             | Jean-Baptiste Antoine Déa (1792-1850)                      |           | Notaire à Vouziers (maire de 1849 à 1850) Président du Conseil d'arrondissement                              |
| 1833    | 1842             | Jean Ambroise Doury (1799-1863)                            |           | Notaire à Vouziers                                                                                           |
| 1842    | 1848             | Pierre Etienne Augustin Chervin                            |           | Ancien Président du Tribunal civil, maire de Vouziers                                                        |
| 1842    | 1849             | Jean Henry Marniquet-Cotelle (1783-1849)                   |           | Propriétaire rentier à Vouziers                                                                              |
| 1848    | 1850             | Jean Georges-Blondelet                                     |           | Marchand de fer à Vouziers                                                                                   |
| 1852    | 1870             | Jean Isidore Constant Casoneuve (1801-1887)                |           | Entrepreneur (marchand de bois) à Vouziers                                                                   |
| 1852    | 1855             | M. Vuatine                                                 |           | Juge de paix à Vouziers                                                                                      |
| 1855    | 1867             | Jean Jules Cotelle (1817-1898)                             |           | Procureur impérial à Vouziers puis Conseiller à la Cour Impériale de Metz                                    |
| 1867    | 1877             | Jean Ponce Honoré Jules Déa (1823-1913) (fils de J.B. Déa) |           | Notaire, maire de Vouziers                                                                                   |
| 1870    | 1882 (démission) | Ernest Couet père                                          |           | Propriétaire à Vouziers                                                                                      |
| 1877    | 1906 (décès)     | Victor Doré                                                |           | Propriétaire, maire de Vouziers                                                                              |
| 1882    | 1885 (démission) | M. Desailly                                                |           | |
| 1885    | 1902             | Désiré Guelliot (1838-1908)                                |           | Pharmacien à Vouziers                                                                                        |
| 1902    | 1919             | Antoine Albert Gallot                                      |           | Cultivateur, maire de Grivy-Loisy                                                                            |
| 1906    | 1908             | Maurice Bosquette                                          | Radical   | Publiciste à Vouziers                                                                                        |
| 1908    | 1925             | Henri Rouyer                                               |           | Cultivateur, adjoint au maire de Blaise                                                                      |
| 1919    | 1928             | Fernand Martin                                             |           | Greffier de paix à Vouziers                                                                                  |
| 1925    | 1928             | Albert Goffette                                            |           | Industriel à Falaise                                                                                         |
| 1928    | 1931             | Louis Laurent                                              |           | Directeur d'école en retraite à Vouziers                                                                     |
| 1928    | 1940             | Henri Baudart                                              |           | Agriculteur, conseiller municipal de Blaise                                                                  |
| 1931    | 1940             | Samuel Scheuer (1899-1944)                                 | Radical   | Négociant en immeubles, maire de Vouziers Décédé à Auschwitz                                                 |
| 1940    |                  |                                                            |           | Les conseils d'arrondissement ont été suspendus par la loi du 12 octobre 1940 et n'ont jamais été réactivés. |

### Représentation à partir de 2015
| Période élective | Période élective | Mandat | Mandat   | Identité      | Nuance | Nuance | Qualité                                                            |
| ---------------- | ---------------- | ------ | -------- | ------------- | ------ | ------ | ------------------------------------------------------------------ |
| 2015             | 2021             | 2015   | 2021     | Yann Dugard   |        | DVD    | Géomètre Maire de Vouziers Vice-président du Conseil départemental |
| 2015             | 2021             | 2015   | 2021     | Anne Fraipont |        | LR     | Hébergeur touristique Maire du Mont-Dieu                           |
| 2021             | 2028             | 2021   | en cours | Yann Dugard   |        | DVD    | Conseiller sortant                                                 |
| 2021             | 2028             | 2021   | en cours | Anne Fraipont |        | LR     | Conseillère sortante                                               |

#### Élections de mars 2015
À l'issue du premier tour des élections départementales de 2015, trois binômes sont en ballottage : Yann Dugard et Anne Fraipont (DVD, 37,5 %), Gauthier Le Scaon et Chantal Taioli (FN, 25,86 %) et Frédéric Courvoisier-Clement et Véronique Duru (DVG, 25,03 %). Le taux de participation est de 56,07 % (5 506 votants sur 9 820 inscrits) contre 48,72 % au niveau départemental et 50,17 % au niveau national.
Au second tour, Yann Dugard et Anne Fraipont (DVD) sont élus avec 43,11 % des suffrages exprimés et un taux de participation de 57,9 % (2 354 voix pour 5 689 votants et 9 825 inscrits).

#### Élections de juin 2021
Le premier tour des élections départementales de 2021 est marqué par un très faible taux de participation (33,26 % au niveau national). Dans le canton de Vouziers, ce taux de participation est de 39,37 % (3 873 votants sur 9 838 inscrits) contre 31,87 % au niveau départemental. À l'issue de ce premier tour, deux binômes sont en ballottage : Yann Dugard et Anne Fraipont (DVD, 46,95 %) et Pascale Colson Vlieghe et Frédéric Courvoisier (Divers, 30,26 %).
Le second tour des élections est marqué une nouvelle fois par une abstention massive équivalente au premier tour. Les taux de participation sont de 34,3 % au niveau national, 32,73 % dans le département et 36,48 % dans le canton de Vouziers. Yann Dugard et Anne Fraipont (DVD) sont élus avec 100 % des suffrages exprimés (2 540 voix pour 3 589 votants et 9 838 inscrits),,.

## Composition

### Composition avant 2015

Situation du canton de Vouziers dans l'arrondissement de Vouziers avant 2015.

Le canton de Vouziers regroupait quinze communes.
| Nom                  | Code Insee | Codepostal | Superficie (km2) | Population (dernière pop. légale) | Densité (hab./km2) |
| -------------------- | ---------- | ---------- | ---------------- | --------------------------------- | ------------------ |
| Vouziers (chef-lieu) | 08490      | 08400      | 42,48            | 4 046 (2012)                      | 95                 |
| Ballay               | 08045      | 08400      | 10,46            | 247 (2012)                        | 24                 |
| Bourcq               | 08077      | 08400      | 9,85             | 58 (2012)                         | 5,9                |
| Contreuve            | 08130      | 08400      | 11,02            | 60 (2012)                         | 5,4                |
| La Croix-aux-Bois    | 08135      | 08400      | 5,77             | 130 (2012)                        | 23                 |
| Falaise              | 08164      | 08400      | 9,52             | 332 (2012)                        | 35                 |
| Grivy-Loisy          | 08200      | 08400      | 11,56            | 182 (2012)                        | 16                 |
| Longwé               | 08259      | 08400      | 10,78            | 89 (2012)                         | 8,3                |
| Mars-sous-Bourcq     | 08279      | 08400      | 4,73             | 56 (2012)                         | 12                 |
| Quatre-Champs        | 08350      | 08400      | 11,51            | 194 (2012)                        | 17                 |
| Sainte-Marie         | 08390      | 08400      | 5,57             | 88 (2012)                         | 16                 |
| Terron-sur-Aisne     | 08443      | 08400      | 6,50             | 111 (2012)                        | 17                 |
| Toges                | 08453      | 08400      | 3,44             | 97 (2012)                         | 28                 |
| Vandy                | 08461      | 08400      | 11,11            | 180 (2012)                        | 16                 |
| Vrizy                | 08493      | 08400      | 8,18             | 333 (2012)                        | 41                 |

### Composition depuis 2015
Le nouveau canton de Vouziers comprend cinquante-quatre communes entières à sa création.
À la suite du décret du 5 mars 2020, les communes nouvelles de Chémery-Chéhéry et Vouziers sont entièrement rattachées au canton.
| Nom                              | Code Insee | Intercommunalité            | Superficie (km2) | Population (dernière pop. légale) | Densité (hab./km2) | Modifier                                    |
| -------------------------------- | ---------- | --------------------------- | ---------------- | --------------------------------- | ------------------ | ------------------------------------------- |
| Vouziers (bureau centralisateur) | 08490      | CC de l'Argonne Ardennaise  | 42,48            | 3 862 (2022)                      | 91                 | modifier les données · modifier les données |
| Angecourt                        | 08013      | CC des Portes du Luxembourg | 3,73             | 386 (2022)                        | 103                | modifier les données · modifier les données |
| Artaise-le-Vivier                | 08023      | CC des Portes du Luxembourg | 8,47             | 64 (2022)                         | 7,6                | modifier les données · modifier les données |
| Authe                            | 08033      | CC de l'Argonne Ardennaise  | 9,47             | 93 (2022)                         | 9,8                | modifier les données · modifier les données |
| Autruche                         | 08035      | CC de l'Argonne Ardennaise  | 8,24             | 50 (2022)                         | 6,1                | modifier les données · modifier les données |
| Bairon et ses environs           | 08116      | CC de l'Argonne Ardennaise  | 44,86            | 1 030 (2022)                      | 23                 | modifier les données · modifier les données |
| Ballay                           | 08045      | CC de l'Argonne Ardennaise  | 10,46            | 245 (2022)                        | 23                 | modifier les données · modifier les données |
| Bar-lès-Buzancy                  | 08049      | CC de l'Argonne Ardennaise  | 9,40             | 120 (2022)                        | 13                 | modifier les données · modifier les données |
| Bayonville                       | 08052      | CC de l'Argonne Ardennaise  | 16,19            | 68 (2022)                         | 4,2                | modifier les données · modifier les données |
| Belleville-et-Châtillon-sur-Bar  | 08057      | CC de l'Argonne Ardennaise  | 21,21            | 241 (2022)                        | 11                 | modifier les données · modifier les données |
| Belval-Bois-des-Dames            | 08059      | CC de l'Argonne Ardennaise  | 17,22            | 27 (2022)                         | 1,6                | modifier les données · modifier les données |
| La Berlière                      | 08061      | CC de l'Argonne Ardennaise  | 10,54            | 37 (2022)                         | 3,5                | modifier les données · modifier les données |
| La Besace                        | 08063      | CC des Portes du Luxembourg | 13,97            | 134 (2022)                        | 9,6                | modifier les données · modifier les données |
| Boult-aux-Bois                   | 08075      | CC de l'Argonne Ardennaise  | 15,20            | 151 (2022)                        | 9,9                | modifier les données · modifier les données |
| Brieulles-sur-Bar                | 08085      | CC de l'Argonne Ardennaise  | 13,23            | 224 (2022)                        | 17                 | modifier les données · modifier les données |
| Briquenay                        | 08086      | CC de l'Argonne Ardennaise  | 14,50            | 89 (2022)                         | 6,1                | modifier les données · modifier les données |
| Bulson                           | 08088      | CC des Portes du Luxembourg | 6,47             | 138 (2022)                        | 21                 | modifier les données · modifier les données |
| Buzancy                          | 08089      | CC de l'Argonne Ardennaise  | 22,67            | 381 (2022)                        | 17                 | modifier les données · modifier les données |
| Chémery-Chéhéry                  | 08115      | CC des Portes du Luxembourg | 27,79            | 521 (2022)                        | 19                 | modifier les données · modifier les données |
| La Croix-aux-Bois                | 08135      | CC de l'Argonne Ardennaise  | 5,77             | 160 (2022)                        | 28                 | modifier les données · modifier les données |
| Fossé                            | 08176      | CC de l'Argonne Ardennaise  | 8,94             | 61 (2022)                         | 6,8                | modifier les données · modifier les données |
| Germont                          | 08186      | CC de l'Argonne Ardennaise  | 4,77             | 51 (2022)                         | 11                 | modifier les données · modifier les données |
| Les Grandes-Armoises             | 08019      | CC de l'Argonne Ardennaise  | 4,47             | 54 (2022)                         | 12                 | modifier les données · modifier les données |
| Haraucourt                       | 08211      | CC des Portes du Luxembourg | 11,53            | 706 (2022)                        | 61                 | modifier les données · modifier les données |
| Harricourt                       | 08215      | CC de l'Argonne Ardennaise  | 7,87             | 45 (2022)                         | 5,7                | modifier les données · modifier les données |
| Imécourt                         | 08233      | CC de l'Argonne Ardennaise  | 8,42             | 43 (2022)                         | 5,1                | modifier les données · modifier les données |
| Landres-et-Saint-Georges         | 08246      | CC de l'Argonne Ardennaise  | 20,43            | 68 (2022)                         | 3,3                | modifier les données · modifier les données |
| Maisoncelle-et-Villers           | 08268      | CC des Portes du Luxembourg | 11,08            | 69 (2022)                         | 6,2                | modifier les données · modifier les données |
| Montgon                          | 08301      | CC de l'Argonne Ardennaise  | 8,20             | 71 (2022)                         | 8,7                | modifier les données · modifier les données |
| La Neuville-à-Maire              | 08317      | CC des Portes du Luxembourg | 7,26             | 111 (2022)                        | 15                 | modifier les données · modifier les données |
| Noirval                          | 08325      | CC de l'Argonne Ardennaise  | 5,00             | 24 (2022)                         | 4,8                | modifier les données · modifier les données |
| Nouart                           | 08326      | CC de l'Argonne Ardennaise  | 17,73            | 110 (2022)                        | 6,2                | modifier les données · modifier les données |
| Oches                            | 08332      | CC de l'Argonne Ardennaise  | 6,76             | 34 (2022)                         | 5,0                | modifier les données · modifier les données |
| Les Petites-Armoises             | 08020      | CC de l'Argonne Ardennaise  | 4,37             | 59 (2022)                         | 14                 | modifier les données · modifier les données |
| Quatre-Champs                    | 08350      | CC de l'Argonne Ardennaise  | 11,51            | 244 (2022)                        | 21                 | modifier les données · modifier les données |
| Raucourt-et-Flaba                | 08354      | CC des Portes du Luxembourg | 21,83            | 815 (2022)                        | 37                 | modifier les données · modifier les données |
| Remilly-Aillicourt               | 08357      | CC des Portes du Luxembourg | 13,26            | 762 (2022)                        | 57                 | modifier les données · modifier les données |
| Saint-Pierremont                 | 08394      | CC de l'Argonne Ardennaise  | 19,77            | 71 (2022)                         | 3,6                | modifier les données · modifier les données |
| Sauville                         | 08405      | CC de l'Argonne Ardennaise  | 14,76            | 240 (2022)                        | 16                 | modifier les données · modifier les données |
| Sommauthe                        | 08424      | CC de l'Argonne Ardennaise  | 9,78             | 131 (2022)                        | 13                 | modifier les données · modifier les données |
| Stonne                           | 08430      | CC des Portes du Luxembourg | 7,18             | 39 (2022)                         | 5,4                | modifier les données · modifier les données |
| Sy                               | 08434      | CC de l'Argonne Ardennaise  | 7,97             | 56 (2022)                         | 7,0                | modifier les données · modifier les données |
| Tailly                           | 08437      | CC de l'Argonne Ardennaise  | 39,31            | 179 (2022)                        | 4,6                | modifier les données · modifier les données |
| Tannay-le-Mont-Dieu              | 08439      | CC de l'Argonne Ardennaise  | 32,76            | 162 (2022)                        | 4,9                | modifier les données · modifier les données |
| Thénorgues                       | 08446      | CC de l'Argonne Ardennaise  | 9,25             | 85 (2022)                         | 9,2                | modifier les données · modifier les données |
| Toges                            | 08453      | CC de l'Argonne Ardennaise  | 3,44             | 95 (2022)                         | 28                 | modifier les données · modifier les données |
| Vandy                            | 08461      | CC de l'Argonne Ardennaise  | 11,11            | 200 (2022)                        | 18                 | modifier les données · modifier les données |
| Vaux-en-Dieulet                  | 08463      | CC de l'Argonne Ardennaise  | 11,03            | 54 (2022)                         | 4,9                | modifier les données · modifier les données |
| Verpel                           | 08470      | CC de l'Argonne Ardennaise  | 15,25            | 64 (2022)                         | 4,2                | modifier les données · modifier les données |
| Verrières                        | 08471      | CC de l'Argonne Ardennaise  | 6,36             | 33 (2022)                         | 5,2                | modifier les données · modifier les données |
| Canton de Vouziers               | 0819       |                             | 683,27           | 12 757 (2022)                     | 19                 | modifier les données                        |

## Démographie

### Démographie avant 2015
| 1962  | 1968  | 1975  | 1982  | 1990  | 1999  | 2006  | 2011  | 2012  |
| ----- | ----- | ----- | ----- | ----- | ----- | ----- | ----- | ----- |
| 7 282 | 7 287 | 7 366 | 7 131 | 7 065 | 6 956 | 6 450 | 6 244 | 6 203 |

### Démographie depuis 2015
En 2022, le canton comptait 12 757 habitants, en évolution de −2,76 % par rapport à 2016 (Ardennes : −2,97 %, France hors Mayotte : +2,11 %).
| 2013   | 2018   | 2022   |
| ------ | ------ | ------ |
| 13 249 | 12 981 | 12 757 |